# Berthe Marx
Berthe Marx   (París, 28 de juliol de 1857 - Biarritz, 11 d'octubre de 1925) fou una pianista francesa.
Pertanyent a una família d'artistes, hi havent pres part en funcions musicals quan només comptava cinc anys. El seu pare era violoncel·lista de l'Òpera i ella fou alumna d'Henri Herz, que la guia amb molta cura en els seus estudis. En els seus concerts acompanyà moltes vegades al violinista espanyol Sarasate, compartint els seus triomfs arreu d'Europa i Amèrica.
Sempre es distingí per una tècnica clara i sòbria i un gran sentiment en l'expressió.